# Isa van der Zee

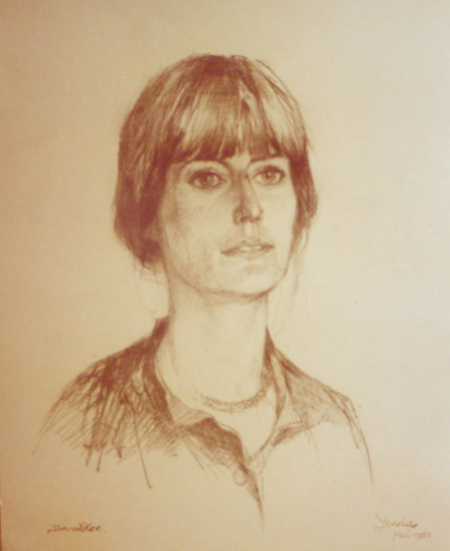
Houtskoolportret van Jenny Amelia Mulder door Van der Zee.

Isa van der Zee (Hilversum, 1 juni 1928) is een Nederlands schilderes en tekenares.

## Leven en werk
Van der Zee was een dochter van de schilder Sjouke van der Zee (1899-1966) en Anna Elizabeth Poutsma. Ze maakte in de periode 1947-1948 dagelijks dierentekeningen in Artis in Amsterdam. 's Avonds bezocht ze de Rijksnormaalschool voor Teekenonderwijzers. Ze studeerde vervolgens aan de Rijksacademie (1949-1955), als leerling van onder anderen Kuno Brinks, Gé Röling en Jan Wiegers. In 1954 won ze de Cohen Gosschalkprijs. Van der Zee trouwde met de beeldhouwer George van der Wagt (1921-2007).
Naast diervoorstellingen tekende en schilderde Van der Zee portretten, waaronder een portret van koningin Beatrix voor het gemeentehuis van Beemster (2000). Haar werk is oorspronkelijk figuratief, later meer abstract. Ze maakte ook werken in email en graveerde glas. Van der Zee sloot zich aan bij de Kunstenaarsvereniging Sint Lucas en exposeerde meerdere malen, onder meer in het Stedelijk Museum Amsterdam, samen met haar echtgenoot. In 2011 schonk ze 40 tekeningen uit de Artis-periode aan het Stadsarchief Amsterdam. 
In 2013 publiceerde ze een monografie over haar man George van der Wagt.

## Publicaties
- 2013: George van der Wagt : beeldhouwer : figuratie teruggebracht tot de essentie van de vorm. Amsterdam: Van der Zee. ISBN 978-90-78134-00-8